# Oberea (reine)
Ne doit pas être confondu avec Oberea.
Tevahine-'ai-roro-atua-i-Ahurai dite Oberea ou Purea, née vers 1720, est une noble influente de Tahiti et figure importante arioi (en) lors du renforcement du culte d'Oro. Par son union avec Amo, chef de Papara, elle devient l'une des plus puissantes figures de l'aristocratie polynésienne.
Oberea rencontre les Européens lors de l'arrivée de Samuel Wallis en 1767. Elle est alors perçue comme une reine. Elle saisit l'opportunité de cette rencontre afin de centraliser le pouvoir et assurer l'ascension de son fils Teri'irere. Cette tentative mène, après le départ des européens, à un conflit contre une faction tahitienne favorable aux prétentions de Pōmare Ier. Après sa défaite, elle préserve les titres sur Papara.
La rencontre avec les européens fait d'Oberea une figure romantique des récits coloniaux et contribuent à façonner l'image stéréotypée de Tahiti dans l'imaginaire occidental.

## Biographie

### Jeunesse
Oberea naît aux environs de l'année 1720 et, à l'occasion de sa naissance, son père offre en sacrifice aux dieux son cordon ombilical au sein du marae familial. Son nom complet est Tevahine Airotua i Ahurai i Farepua et son lignage généalogique est l'un des plus élevés. En tant que premier enfant du chef de Faaa, elle est l'héritière des titres et pouvoirs de celui-ci. Quant à sa mère, la grande cheffesse du marae d'Ahurai, elle provient d'un important lignage royal.
Dans la culture tahitienne, les lignages matrilinéaires sont aussi importants que les lignages patrilinéaires, permettant aux femmes de régulièrement exercer des rôles de pouvoir et de transmettre des titres. Oberea cumule des lignages si importants qu'elle est destinée à la plus haute légitimité royale sur Tahiti.
Dans ce contexte, Oberea est considérée comme un enfant divin et son cordon symbolise son lien aux divinités. Tout ce qu'elle touche devient un tabou jusqu'à ce qu'elle achève les rites religieux de l'enfance. Dans le cas des filles, les rites de ce type s'achèvent à l'âge de seize ou dix-sept ans.

### Arioiet mariage
Tout comme les hommes, les femmes tahitiennes apprennent à se battre, à tirer à l'arc et à utiliser des javelots. Oberea développe également un intérêt pour le culte du dieu Oro récemment introduit par les prêtres de Raiatea qui souhaitent créer une nouvelle société, les arioi (en).
Encore jeune femme, Oberea devient une arioi et obtient le rang social le plus élevé au sein de cette société. Son titre est avioi maro ura (comédien de la ceinture abdominale rouge) et elle porte des plumes rouges associées au dieu Oro. Elle doit ses tatouages aux jambes à cette fonction élevée. Elle rencontre son futur mari, Amo, chef de Papara et membre du clan Teva, lui aussi membre des arioi. Cependant, être membre de la société arioi exclue la possibilité de devenir parents.
Oberea et Amo préservent leurs titres et fonctions liés au arioi et se marient au milieu du XVIIIe siècle, sachant qu'ils devraient sacrifier chacun de leurs enfants à la naissance. Le couple est alors très puissant et a le contrôle sur un important territoire couvrant la majorité de l'ouest et du sud de Tahiti.

### Héritier politique
En 1762, Oberea donne naissance à un enfant. Ce n'est pas sa première grossesse, mais les précédents enfants sont tués selon les coutumes arioi afin de préserver les pouvoirs politiques au sein du couple. En effet, comme le veut la tradition, un enfant hérite des titres et fonctions de ses parents dès sa naissance. Cependant, cette fois-ci, elle lui donne naissance seule et refuse de le tuer, lui donnant le nom de Teri'irere. Elle envisage d'en faire le roi de tout Tahiti.
Cette décision provoque la colère d'Amo car le couple perd ses titres et prérogatives arioi, mais de surcroit Amo perd son pouvoir politique, substitué par son fils. Bien qu'Amo refuse de continuer à vivre avec Oberea, elle le persuade de continuer de l'épauler dans ses projets. Ils construisent le plus important marae de l'île, à Papara, et y intronisent leur fils en tant que roi suprême et investi par le dieu Oro. Il est en droit de porter plusieurs regalia, la ceinture à plume rouge et la ceinture à plume jaune, symbolisant les deux principaux territoires sur lesquels il gouverne. Joseph Banks considèrera ce marae comme le « chef-d'oeuvre de l'architecture [polynésienne] sur toute l'île ».
Afin de garantir le caractère sacré de son fils, elle met également en place un rāhui (tabou alimentaire) interdisant de consommer tout aliment produit sur le sol sacré du nouveau marae jusqu'à l'investiture officielle de son fils. Toutefois, des chefs de rang similaires à Teri'irere peuvent tenter de faire interrompre le tabou afin de se faire reconnaître comme égaux. Mais, Oberea les renvoie tous, provoquant une élévation progressive du climat de tensions internes.

### Rencontres européennes

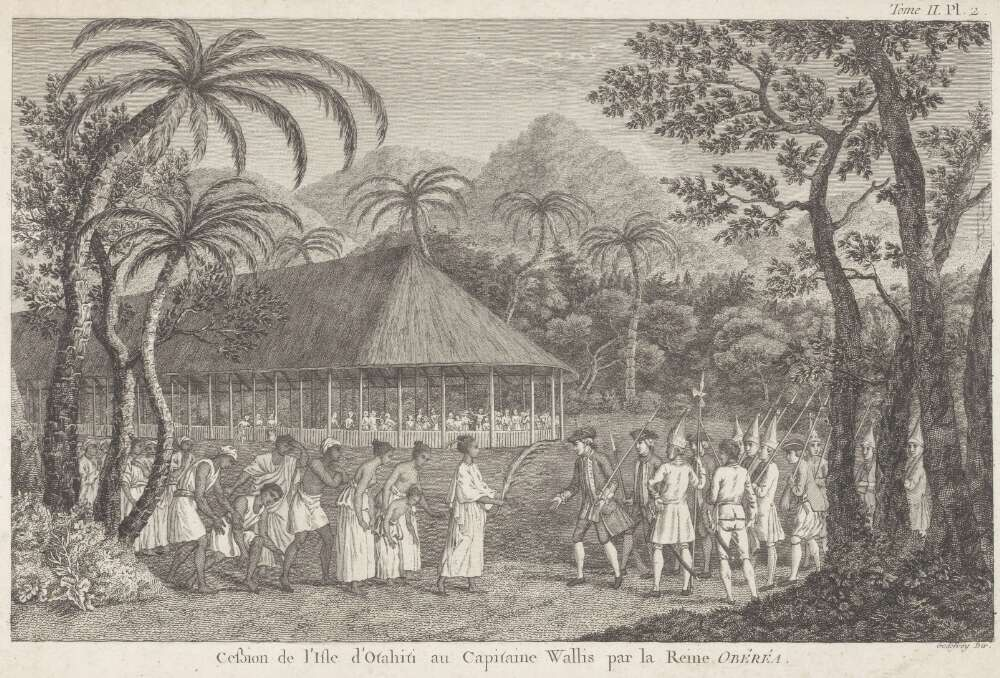
Samuel Wallis reçu par la reine Oberea en juillet 1767.

C'est dans ce climat de contestations politiques que se produit la première rencontre avec un européen. Samuel Wallis, lors de son tour du monde sur le HMS Dolphin, accoste le 17 juin 1767 dans la baie de Matavai, située sur le territoire de la chefferie de Pare (Arue/Mahina), gouverné par Oberea. Il nomme l'île King George Island. Les premiers contacts sont difficiles puisque les 24 et 26 juin 1767, des canots ont essayé de prendre le navire et de l'échouer, peut-être parce que les tahitiens craignaient que les Anglais aient l'intention de rester de façon permanente, ou peut-être pour prendre possession des objets métalliques du navire,.
En représailles, les marins anglais ouvrent le feu sur les canots et sur la foule réunie sur les collines. En réaction à cette puissante contre-attaque, les habitants de la baie déposent des offrandes aux Anglais, manifestant leur volonté de paix ou de soumission,. Après cet épisode, Oberea vient à la rencontre du navire le 13 juillet et monte à bord. Samuel Wallis la décrit comme une « belle femme d'environ 45 ans qui détient un grand respect des habitants »,.
Lors de la visite du HMS Dolphin, Oberea développe une relation particulière avec George Robertson, membre de l’équipage. Elle démontre un intérêt marqué pour ce dernier, qu’elle invite à participer à des démonstrations physiques de force devant sa famille et les autres chefs tahitiens. Cette interaction, qui inclut des gestes comme tenter de le porter, reflète une volonté symbolique d’évaluer et de partager le mana (puissance spirituelle) de l’étranger. De telles alliances, qu’elles soient sociales ou sexuelles, sont des stratégies fréquentes parmi les chefs tahitiens pour établir des liens avec les nouveaux arrivants et, potentiellement, intégrer leurs lignées.
Selon les journaux de bord, après cette liaison, Oberea décourage activement d’autres femmes de s’approcher de Robertson, tandis que les échanges entre les Tahitiens et les marins s’intensifient, avec une abondance accrue de provisions pour le navire. Ces événements sont perçus par les Européens comme une expression de l’hospitalité tahitienne, mais pour les Tahitiens, ces interactions ont des implications bien plus profondes, touchant au pouvoir, à l’alliance, et à la continuité des lignées.
Les européens interprètent la position d'Oberea comme étant celle d'une reine puisqu'elle semble diriger de nombreux serviteurs. En réalité, elle consolide à ce moment-là son statut afin d'affirmer la légitimité de son fils à devenir le premier roi de tout Tahiti. De plus, le festin et les actions décrites dans les rapports de Samuel Wallis laissent penser qu'elle rompt le tabou alimentaire à cette occasion et partage symboliquement celui-ci avec les européens afin de nouer une alliance, les élevant à un rang politique égal au sien. De plus, ce festin correspond à un autre tabou culturel contre lequel Oberea contrevient, celui qui prévoit qu'hommes et femmes mangent séparément. Ainsi, en demandant que la population se rassemble pour assister au festin et à ces actions qui contreviennent au tabou, elle redéfinit son rang social bien au-dessus de ce qu'il est alors.

### Guerre
En tentant de centraliser l'ensemble des pouvoirs politiques et sacrés à sa personne, Oberea provoque la colère de nombreux chefs. Après le départ de Samuel Wallis, une seule personne possède un rang social suffisant pour se confronter à Oberea, il s'agit de Tu, son neveu. Il est le fils de Tamatoa I et héritier des titres de grand chef du district septentrional d'Arue.
Tutaha, son oncle, assure sa régence et assemble une coalition de chefs et de guerriers afin d'attaquer Papara, détruire le marae d'Oberea et dérober les regalia de Teri'irere. Ce conflit pousse Oberea, Amo et Teri'irere à se réfugier dans la montagne tandis que la population est massacrée. Elle finit par se rendre et on autorise son fils Teri'irere à préserver le regalia jaune en tant que chef de Papara. Plus tard, Tū parvient à unifier Tahiti et prend le nom de Pōmare Ier.

### Autres visiteurs
Après Wallis, James Cook arrive à Tahiti à bord du HMS Endeavour en avril 1769 et reste sur l'île jusqu'en août. Il installe son camp dans la baie de Matavai avec Charles Green et Daniel Solander. Aidé du botaniste Joseph Banks et de l'artiste Sydney Parkinson, Cook recueille des informations précieuses sur la faune et la flore, ainsi que sur la société, la langue et les coutumes indigènes. Cook estime la population à 200 000 habitants, y compris toutes les îles voisines de la chaîne. Cette estimation a ensuite été abaissée à 35 000 par l'anthropologue Douglas L. Oliver.
Son équipage entretient des relations amicales avec Oberea.
Cook retourne plus tard à Tahiti entre le 15 août et le 1er septembre 1773, et pour la dernière fois entre le 13 août et le 8 décembre 1777. Lors de ces visites, il fait escale dans la baie de Tautira, parfois connue sous le nom de Cook's Anchorage. Au cours de son dernier séjour, il accompagne le chef Tū (neveu d'Oberea) lors d'une expédition guerrière à Moorea ('Aimeo).

## Représentation tahitienne en Europe
L’ascension au pouvoir d'Oberea s'effectue en parallèle d'une révolution sociale menée par les prêtres de Raiatea qui encouragent le culte d'Oro, le dieu de la guerre. Lorsque les européens arrivent, ils découvrent une culture dans laquelle l'unification martiale est étrangère. Oberea y représente un système des genres complexes duquel elle tire l'essentiel de son pouvoir politique.
Les récits des marins et des explorateurs européens, souvent amplifiés ou déformés, contribuent à la construction d’une image stéréotypée et sexualisée de Tahiti et de ses habitants, en particulier des femmes. Oberea est souvent représentée dans ces récits comme une figure romantique ou exotique. Joseph Banks, naturaliste qui accompagne le capitaine James Cook en 1769, rencontre Oberea mais décrit avec désinvolture son apparence et prétend qu’elle lui propose des relations, ce qu’il aurait refusé. Ces commentaires, bien qu’issus d’observations personnelles, reflètent une perception coloniale biaisée, réduisant Oberea à un symbole de la supposée permissivité tahitienne.
Les publications européennes, telles que le compte-rendu des voyages rédigé par John Hawkesworth en 1773, romantisent ces interactions. Hawkesworth modifie des journaux de bord pour suggérer une liaison amoureuse entre Oberea et le capitaine Samuel Wallis, créant une image sentimentale qui enthousiasme le public anglais. Ces récits, bien qu’inventés, façonnent durablement l’imaginaire occidental sur Tahiti, contribuant à une vision paternaliste et exotique qui justifie les ambitions coloniales britanniques.